# Sportverein Darmstadt 1898 1996-1997
Questa voce raccoglie le informazioni riguardanti lo Sportverein Darmstadt 1898 nelle competizioni ufficiali della stagione 1996-1997.

## Stagione
Nella stagione 1996-1997 il Darmstadt, allenato da Lothar Buchmann, concluse il campionato di Regionalliga sud al 13º posto.

## Rosa
| N. |                     | Ruolo | Calciatore     |
| -- | ------------------- | ----- | -------------- |
| 4  | Germania (bandiera) | D     | Thomas Schmidt |
| 6  | Germania (bandiera) | C     | Rolf Lang      |
|    | Germania (bandiera) | P     | Stefan Wimmer  |
|    | Germania (bandiera) | D     | Thorsten Becht |
|    | Serbia (bandiera)   | D     | Pero Škorić    |
|    | Germania (bandiera) | D     | Xaver Zembrod  |
|    | Germania (bandiera) | C     | Volker Berg    |

| N. |                      | Ruolo | Calciatore          |
| -- | -------------------- | ----- | ------------------- |
|    | Danimarca (bandiera) | C     | Torben Hjermitslev  |
|    | Germania (bandiera)  | C     | Jens Krinke         |
|    | Germania (bandiera)  | A     | Michael Klauß       |
|    | Germania (bandiera)  | A     | Timo Leifermann     |
|    | Camerun (bandiera)   | A     | Roland Njume-N'Toko |
|    | Germania (bandiera)  | A     | Marc Volke          |

## Organigramma societario
Area tecnica
- Allenatore: Lothar Buchmann
- Allenatore in seconda:
- Preparatore dei portieri:
- Preparatori atletici:
- Analisi video:

## Calciomercato

### Sessione estiva
| Acquisti | Acquisti            | Acquisti        | Acquisti |
| R.       | Nome                | da              | Modalità |
| -------- | ------------------- | --------------- | -------- |
| C        | Torben Hjermitslev  | Aalborg         |          |
| A        | Michael Klauß       | Wuppertal       |          |
| A        | Roland Njume-N'Toko | Olimpia Lubiana |          |

| Cessioni | Cessioni            | Cessioni          | Cessioni |
| R.       | Nome                | a                 | Modalità |
| -------- | ------------------- | ----------------- | -------- |
| D        | Torsten Chmielewski | VfR Mannheim      |          |
| D        | Michael Klein       | Kickers Offenbach |          |
| A        | Carsten Lakies      | Bayern Monaco     |          |

### Sessione invernale
| Acquisti | Acquisti    | Acquisti | Acquisti |
| R.       | Nome        | da       | Modalità |
| -------- | ----------- | -------- | -------- |
| D        | Pero Škorić | Weismain |          |

| Cessioni | Cessioni | Cessioni | Cessioni |
| R.       | Nome     | a        | Modalità |
| -------- | -------- | -------- | -------- |

## Risultati

### Regionalliga

#### Girone di andata
| 10 agosto 1996, ore 16:00 CEST 1ª giornata | Reutlingen | 2 – 1 | Darmstadt |  |

| 18 agosto 1996, ore 18:00 CEST 2ª giornata | Darmstadt | 0 – 2 | Ludwigsburg |  |

| 23 agosto 1996, ore 19:00 CEST 3ª giornata | Weismain | 4 – 1 | Darmstadt |  |

| 3 settembre 1996, ore 19:30 CEST 4ª giornata | Darmstadt | 2 – 5 | Greuther Fürth |  |

| 7 settembre 1996, ore 15:00 CEST 5ª giornata | Ulma | 4 – 0 | Darmstadt |  |

| 15 settembre 1996, ore 18:00 CEST 6ª giornata | Darmstadt | 1 – 2 | Bayern Monaco II |  |

| 22 settembre 1996, ore 15:00 CEST 7ª giornata | Neukirchen | 0 – 5 | Darmstadt |  |

| 27 settembre 1996, ore 19:30 CEST 8ª giornata | Darmstadt | 2 – 1 | Hessen Kassel |  |

| 5 ottobre 1996, ore 15:00 CEST 9ª giornata | Darmstadt | 0 – 2 | Karlsruhe II |  |

| 12 ottobre 1996, ore 15:00 CEST 10ª giornata | Ditzingen | 3 – 2 | Darmstadt |  |

| 18 ottobre 1996, ore 19:30 CEST 11ª giornata | Darmstadt | 2 – 3 | Wacker Burghausen |  |

| 26 ottobre 1996, ore 14:30 CEST 12ª giornata | Quelle Fürth | 0 – 1 | Darmstadt |  |

| 2 novembre 1996, ore 15:00 CET 13ª giornata | Darmstadt | 2 – 3 | Norimberga |  |

| 9 novembre 1996, ore 14:00 CET 14ª giornata | VfR Mannheim | 4 – 3 | Darmstadt |  |

| 24 novembre 1996, ore 15:00 CET 15ª giornata | Darmstadt | 1 – 3 | Borussia Fulda |  |

| 1º dicembre 1996, ore 14:00 CET 16ª giornata | Egelsbach | 2 – 1 | Darmstadt |  |

| 7 dicembre 1996, ore 15:00 CET 17ª giornata | Darmstadt | 2 – 3 | Augusta |  |

#### Girone di ritorno
| 22 febbraio 1997, ore 15:00 CET 18ª giornata | Darmstadt | 0 – 2 | Reutlingen |  |

| 1º marzo 1997, ore 15:00 CET 19ª giornata | Ludwigsburg | 0 – 0 | Darmstadt |  |

| 9 marzo 1997, ore 15:00 CET 20ª giornata | Darmstadt | 1 – 0 | Weismain |  |

| 15 marzo 1997, ore 15:00 CET 21ª giornata | Greuther Fürth | 0 – 0 | Darmstadt |  |

| 21 marzo 1997, ore 19:30 CET 22ª giornata | Darmstadt | 2 – 1 | Ulma |  |

| 27 marzo 1997, ore 19:00 CET 23ª giornata | Bayern Monaco II | 2 – 2 | Darmstadt |  |

| 5 aprile 1997, ore 15:00 CEST 24ª giornata | Darmstadt | 2 – 2 | Neukirchen |  |

| 12 aprile 1997, ore 14:30 CEST 25ª giornata | Hessen Kassel | 1 – 2 | Darmstadt |  |

| 23 aprile 1997, ore 18:00 CEST 26ª giornata | Karlsruhe II | 0 – 0 | Darmstadt |  |

| 27 aprile 1997, ore 18:00 CEST 27ª giornata | Darmstadt | 2 – 2 | Ditzingen |  |

| 2 maggio 1997, ore 19:00 CEST 28ª giornata | Wacker Burghausen | 1 – 1 | Darmstadt |  |

| 11 maggio 1997, ore 18:00 CEST 29ª giornata | Darmstadt | 3 – 2 | Quelle Fürth |  |

| 8 maggio 1997, ore 19:00 CEST 30ª giornata | Norimberga | 2 – 2 | Darmstadt |  |

| 23 maggio 1997, ore 19:30 CEST 31ª giornata | Darmstadt | 2 – 0 | VfR Mannheim |  |

| 29 maggio 1997, ore 15:00 CEST 32ª giornata | Borussia Fulda | 3 – 0 | Darmstadt |  |

| 1º giugno 1997, ore 15:00 CEST 33ª giornata | Darmstadt | 4 – 0 | Egelsbach |  |

| 7 giugno 1997, ore 15:00 CEST 34ª giornata | Augusta | 0 – 0 | Darmstadt |  |

## Statistiche

### Statistiche di squadra
| Competizione     | Punti | In casa | In casa | In casa | In casa | In casa | In casa | In trasferta | In trasferta | In trasferta | In trasferta | In trasferta | In trasferta | Totale | Totale | Totale | Totale | Totale | Totale | DR  |
| Competizione     | Punti | G       | V       | N       | P       | Gf      | Gs      | G            | V            | N            | P            | Gf           | Gs           | G      | V      | N      | P      | Gf     | Gs     | DR  |
| ---------------- | ----- | ------- | ------- | ------- | ------- | ------- | ------- | ------------ | ------------ | ------------ | ------------ | ------------ | ------------ | ------ | ------ | ------ | ------ | ------ | ------ | --- |
| Regionalliga sud | 36    | 17      | 6       | 2       | 9       | 28      | 33      | 17           | 3            | 7            | 7            | 21           | 28           | 34     | 9      | 9      | 16     | 49     | 61     | -12 |
| Totale           | 36    | 17      | 6       | 2       | 9       | 28      | 33      | 17           | 3            | 7            | 7            | 21           | 28           | 34     | 9      | 9      | 16     | 49     | 61     | -12 |

### Andamento in campionato
| Giornata  | 1  | 2  | 3  | 4  | 5  | 6  | 7  | 8  | 9  | 10 | 11 | 12 | 13 | 14 | 15 | 16 | 17 | 18 | 19 | 20 | 21 | 22 | 23 | 24 | 25 | 26 | 27 | 28 | 29 | 30 | 31 | 32 | 33 | 34 |
| --------- | -- | -- | -- | -- | -- | -- | -- | -- | -- | -- | -- | -- | -- | -- | -- | -- | -- | -- | -- | -- | -- | -- | -- | -- | -- | -- | -- | -- | -- | -- | -- | -- | -- | -- |
| Luogo     | T  | C  | T  | C  | T  | C  | T  | C  | C  | T  | C  | T  | C  | T  | C  | T  | C  | C  | T  | C  | T  | C  | T  | C  | T  | T  | C  | T  | C  | T  | C  | T  | C  | T  |
| Risultato | P  | P  | P  | P  | P  | P  | V  | V  | P  | P  | P  | V  | P  | P  | P  | P  | P  | P  | N  | V  | N  | V  | N  | N  | V  | N  | N  | N  | V  | N  | V  | P  | V  | N  |
| Posizione | 11 | 16 | 17 | 16 | 18 | 18 | 17 | 16 | 17 | 18 | 18 | 16 | 17 | 18 | 18 | 18 | 18 | 18 | 18 | 17 | 17 | 17 | 16 | 17 | 15 | 15 | 17 | 18 | 16 | 15 | 13 | 14 | 13 | 13 |

Legenda:

Luogo: C = Casa; T = Trasferta. Risultato: V = Vittoria; N = Pareggio; P = Sconfitta.